# Trummer Ferenc
Trummer Ferenc (Vác, 1864. december 3. – Ceglédbercel, 1913. augusztus 23.) plébános.

## Életútja
Vácott járt gimnáziumba, majd 1882 és 1886 között hallgatta a teológiát Bécsben a Pázmáneum növendékeként. Pappá szenteltetett 1887. július 7-én. Segédlelkész volt Csongrádon; ezután nevelő Batthyány László grófnál; segédlelkész Bagon, Nagykátán, Újpesten. 1889-től a váci püspöki udvarban kerületi iktató és szertartó pap; 1890-től segédlelkész és a sz. tudomány licentiátusa volt Kecskeméten; 1899-től adminisztrátor; kevéssel azután plébános lett Ceglédbercelen, s megújíttatta a templomot. 1907-től pápai tiszteletbeli kamarás volt.

## Munkája
- Egyházi beszéd, melyet Magyarország ezredéves fennállásának emlékünnepélyén a kecskeméti r. kath. nagytemplomban 1896. máj. 10. tartott. Kecskemét, 1896.